# NEMO博物館
NEMO博物館（Science Center Nemo）是荷蘭的一座科學中心，位於荷蘭首都阿姆斯特丹的市中心。

## 历史
這座博物館始建於1923年，1997年進行翻新，入駐現在的博物館大樓。這座博物館共有五層樓，是荷蘭最大的科學中心。現在NEMO博物館每年吸引超過50萬人參觀，是荷蘭參觀人數第五多的博物館。NEMO這一名稱系自2000年開始使用。

## 外部連結
- Science Center Nemo, official website